# Nick Rhodes
Nick Rhodes, geboren als Nicholas James Bates (Moseley, 8 juni 1962) is een Britse toetsenist van Duran Duran.
Daarnaast produceerde hij de hit "Too shy" van Kajagoogoo, zat in Arcadia, produceerde een album van de Dandy Warhols, schreef teksten voor het album "No exit" van Blondie en was met Warren Cucurrulo (ex-Frank Zappa en ex-Duran Duran) het brein achter het nog uit te brengen project TV Mania.
- Biblioteca Nacional de España: XX1554755
- Bibliothèque nationale de France: cb13964608r (data)
- Gemeinsame Normdatei: 134496396
- International Standard Name Identifier: 0000 0000 7825 0086
- Library of Congress Control Number: no2009152241
- MusicBrainz: 72935855-cfc9-4e02-a6cc-249fc9d09044
- Nationale Bibliotheek van Tsjechië: xx0144485
- Nederlandse Thesaurus van Auteursnamen: 070904979
- SNAC: w63013qs
- Virtual International Authority File: 70144793
- WorldCat: E39PBJp66bTwx4V3XxmwFmYMfq